# Commentaires (Pierre Jean Jouve)
Pour les articles homonymes, voir Commentaires.
Commentaires est un recueil de Pierre Jean Jouve publié en 1950, qui regroupe ses principaux textes théoriques en accompagnement de ses romans ou ses poèmes, ou en revues.

## Contenu
- La Postface à Noces, datée de février 1928, marque la volonté du poète "de renier son premier ouvrage", et Jouve refusera de faire rééditer et de voir commenter ses œuvres publiées avant 1925.
- L'avant-propos à Sueur de Sang (1933), Inconscient, Spiritualité et Catastrophe théorise l'apport de la psychanalyse à la connaissance du rôle de l'inconscient et des pulsions dans la vie des hommes, des peuples et dans la création artistique. La Faute, préface à la deuxième édition de Paradis Perdu (1938), rappelle le sentiment de culpabilité à l'œuvre dans la poésie de Jouve. L'écrivain donne aussi deux textes sur ses romans liés à la "matière psychanalytique" : Commentaires à "Vagadu" (1931) et Considérations sur le sujet des Histoires sanglantes (1932).
- La préface à La Colombe de Pierre Emmanuel (1942) intitulée Poésie et Catastrophe montrait le lien entre la pulsion de mort et la catastrophe de l'invasion nazie, ainsi que le rôle proprement apocalyptique de la poésie : « Le pouvoir de prophétie, par lequel la poésie connaît la catastrophe, soulève l'art du poète en quelque heure sombre. »

- Enfin Jouve réédite quatre articles de 1936 à 1939 consacrés à la musique : sur Salzbourg et Mozart, sur Alban Berg et Bela Bartok, et enfin sur la mort de l'Autriche musicale envahie par les nazis au moment de l'Anschluss.